# All Visible Objects
All Visible Objects (en español: Todos los objetos visibles), es un álbum de Moby, publicado 15 de mayo de 2020.
Los sencillos de este álbum, son "Power Is Taken", "Too Much Change", "My Only Love", "Morningside", "Rise Up in Love", "Forever" y "Tecie".

## Lista de canciones
Todas las canciones fueron escritas por Moby por excepto las indicadas:
| All Visible Objects |                       |          |  |
| N.º                 | Título                | Duración |  |
| 1.                  | «Morningside»         | 5:30     |  |
| 2.                  | «My Only Love»        | 5:44     |  |
| 3.                  | «Refuge»              | 5:44     |  |
| 4.                  | «One Last Time»       | 5:34     |  |
| 5.                  | «Power Is Taken»      | 5:47     |  |
| 6.                  | «Rise Up in Love»     | 5:47     |  |
| 7.                  | «Forever»             | 5:17     |  |
| 8.                  | «Too Much Change»     | 9:46     |  |
| 9.                  | «Separation»          | 6:40     |  |
| 10.                 | «Tecie»               | 7:32     |  |
| 11.                 | «All Visible Objects» | 9:18     |  |
| 72:39               |                       |          |  |